# Malpighia hispaniolica
Malpighia hispaniolica är en tvåhjärtbladig växtart. Malpighia hispaniolica ingår i släktet Malpighia och familjen Malpighiaceae.

## Underarter
Arten delas in i följande underarter:
- M. h. cuneata
- M. h. hispaniolica